# 寺倉正三
寺倉 正三（1889年10月14日—1964年7月7日）為大日本帝國陸軍軍人。最終階級陸軍中將。

## 生平
岐阜縣出身。本家務農・寺倉祐九郎的二男。中學濟濟黌中退，名古屋陸軍幼年學校畢業，1910年（明治43年）5月、陸軍士官學校（22期）畢業。同年12月、任官陸軍步兵少尉擔任步兵第59連隊付。1919年（大正8年）11月、陸軍大學校（31期）優等畢業。
1920年（大正9年）4月起、擔任過陸軍省軍務局付勤務、軍務局課員、陸軍步兵學校付（德國出差）、駐在德國、步兵第37連隊付等，1925年（大正14年）8月、進級步兵少佐擔任步兵第8連隊付。擔任過軍務局課員（軍事課）、兼參謀本部員、步兵第61連隊付、參謀本部員等職務，1933年（昭和8年）8月、昇進步兵大佐任步兵學校研究部主事。
1934年（昭和9年）年4月、就任獨立步兵第1連隊長、後任陸軍省副官，1937年（昭和12年）8月、進級陸軍少將任下志津陸軍飛行學校付。1938年（昭和13年）3月、就任第1飛行團長、之後任陸軍航空士官學校長，1939年（昭和14年）10月、進升陸軍中將。1941年（昭和16年）10月、就任留守第2師團長迎接太平洋戰爭。
1943年（昭和18年）6月、擔任第42師團長、駐屯仙台。翌年3月、任第27軍司令官，擔任千島群島防衛任務。1945年（昭和20年）2月任參謀本部付，3月編入預備役。同年4月接受召集就任東京師管區司令官。擔任過東部軍司令部付、東京防衛軍司令官等職，1945年10月解除召集。